# Możniakiwka
Możniakiwka (ukr. Можняківка) – wieś na Ukrainie, w obwodzie ługańskim, w rejonie starobielskim. W 2001 liczyła 1683 mieszkańców, wśród których 1582 wskazało jako język ojczysty ukraiński, 98 rosyjski, a 3 białoruski.